# 本牧満坂
本牧満坂（ほんもくまんざか）は、神奈川県横浜市中区の町名。「丁目」の設定のない単独町名である。住居表示未実施区域。

## 地理
中区の南部に位置し、東に和田山、南に本牧荒井、西に本牧緑ケ丘、北西に本郷町、北東に本牧町と接している。

### 地価
住宅地の地価は、2024年（令和6年）7月1日の神奈川県地価調査によれば、本牧満坂187番26の地点で28万9000円/m²となっている。

## 歴史

### 沿革
- 1933年（昭和8年）4月1日 - 本牧町字満坂、大久保の各一部をもって本牧満坂を新設[7]。
- 1986年（昭和61年）7月21日 - 本牧満坂の一部を和田山へ編入[8]。

## 世帯数と人口
2025年（令和7年）6月30日現在（横浜市発表）の世帯数と人口は以下の通りである。
| 町丁     | 世帯数  | 人口    |
| -------- | ------- | ------- |
| 本牧満坂 | 775世帯 | 1,731人 |

### 人口の変遷
国勢調査による人口の推移。
| 年                 | 人口  |
| ------------------ | ----- |
| 1995年（平成7年）  | 1,719 |
| 2000年（平成12年） | 1,695 |
| 2005年（平成17年） | 1,641 |
| 2010年（平成22年） | 1,879 |
| 2015年（平成27年） | 1,748 |
| 2020年（令和2年）  | 1,739 |

### 世帯数の変遷
国勢調査による世帯数の推移。
| 年                 | 世帯数 |
| ------------------ | ------ |
| 1995年（平成7年）  | 653    |
| 2000年（平成12年） | 621    |
| 2005年（平成17年） | 626    |
| 2010年（平成22年） | 757    |
| 2015年（平成27年） | 712    |
| 2020年（令和2年）  | 737    |

## 学区
市立小・中学校に通う場合、学区は以下の通りとなる（2024年11月時点）。
| 番・番地等 | 小学校             | 中学校             |
| ---------- | ------------------ | ------------------ |
| 全域       | 横浜市立大鳥小学校 | 横浜市立本牧中学校 |

## 事業所
2021年現在の経済センサス調査による事業所数と従業員数は以下の通りである。
| 町丁     | 事業所数 | 従業員数 |
| -------- | -------- | -------- |
| 本牧満坂 | 20事業所 | 91人     |

### 事業者数の変遷
経済センサスによる事業所数の推移。
| 年                 | 事業者数 |
| ------------------ | -------- |
| 2016年（平成28年） | 23       |
| 2021年（令和3年）  | 20       |

### 従業員数の変遷
経済センサスによる従業員数の推移。
| 年                 | 従業員数 |
| ------------------ | -------- |
| 2016年（平成28年） | 72       |
| 2021年（令和3年）  | 91       |

## その他

### 日本郵便
- 郵便番号：231-0833[3]（集配局：横浜港郵便局[18]）

### 警察
町内の警察の管轄区域は以下の通りである。
| 番・番地等 | 警察署     | 交番・駐在所 |
| ---------- | ---------- | ------------ |
| 全域       | 山手警察署 | 根岸交番     |